# Yuki Shōji
Yuki Shōji (jap. 庄司 夕起, Shōji Yuki; * 19. November 1981 in Hokkaidō) ist eine japanische Volleyballspielerin.

## Karriere
Shōji begann ihre Karriere bei den Pioneer Red Wings in Tendō. 2004 wurde sie mit dem Verein japanische Meisterin. 2006 gelang ihr dieser Erfolg erneut. 2007 debütierte die Mittelblockerin in der japanischen Nationalmannschaft. Bis 2011 absolvierte sie 52 Länderspiele und nahm an internationalen Turnieren wie dem World Grand Prix teil. 2009 wechselte Shōji zu den Ageo Medics und stieg mit dem Verein in die erste Liga auf. 2013 wurde sie vom deutschen Bundesligisten 1. VC Wiesbaden verpflichtet. 2014 ging Shōji zurück in ihre Heimat zu Toyota Auto Body Queenseis.